# Johanna Hiedler
Johanna Pölzl, de  soltera Hiedler (19 de enero de 1830 - 8 de febrero de  1906), fue la abuela materna de Adolf Hitler.
Johanna nació y vivió toda su vida en el pueblo de Spital (parte de Weitra), en el Waldviertel de Baja Austria. El 5 de septiembre de 1848, se casó con Johann Baptist Pölzl (1825-1901), un agricultor y el hijo de Johann Pölzl y Juliana (Walli) Pölzl. La pareja tendría cinco hijos y seis hijas. De sus once hijos, sólo dos hijos y tres hijas sobrevivieron hasta la edad adulta. Su séptimo hijo, y la tercera hija, Klara, nació en su granja en Spital el 12 de agosto de 1860.
El 17 de septiembre de 1888, los ancianos padres de Johanna, Johann Nepomuk Hiedler (o Hüttler) y Eva Maria (nacida Decker), murieron. Su hija Klara se convertiría en la tercera esposa de Alois Hiedler (nacido Schicklgruber)  - Alois decidió, a la edad de 40, tomar el apellido de su padrastro, Hiedler (pero la ortografía  más tarde fue cambiada por un empleado del registro civil a Hitler). Alois fue el ilegítimo hijo de Maria Schicklgruber, quien se casó con el tío paterno  de Johanna, Johann Georg Hiedler el 10 de mayo de 1842. Alois afirmaría en su vida posterior que Johann Georg Hiedler no era su padrastro, pero en realidad su padre biológico, y fue declarado oficialmente como hijo legítimo de Johann en 1876, aunque esta demanda sobre la paternidad de Alois  sigue siendo objeto de mucho debate entre los historiadores.
Klara y Alois tenían seis hijos. El cuarto de ellos fue Adolf Hitler (nacido el 20 de abril de 1889). Sólo otro de los hijos de Klara - la más joven, de nombre Paula - sobrevivieron hasta la edad adulta. El marido de Klara, Alois, también tenía otros dos hijos, Alois Jr. y Angela, de su segundo matrimonio (con Franziska Matzelsberger).